# Parti communiste international
Pour les articles homonymes, voir Parti communiste internationaliste (homonymie).
Le Parti communiste international est une organisation révolutionnaire fondée en Italie en 1952 sous le nom de Parti communiste internationaliste. Ce parti représente un courant politique couramment désigné sous l'appellation de Gauche italienne ou de bordiguisme. Il se présente comme une organisation mondiale et centralisée implantée dans plusieurs pays. En pratique, le parti a surtout développé son activité en Italie et en France.
Le Parti communiste international, qui prend définitivement ce nom en 1964, est le résultat d'une scission du Partito comunista internazionalista (PCI) d'Onorato Damen. Amadeo Bordiga, qui avait rejoint le parti de Damen après la guerre en 1949, s'oppose à celui-ci sur la question de l'activisme.
Dès avant la mort d'Amadeo Bordiga, l'organisation connaît de nombreuses scissions. En 1966, Jacques Camatte, hostile au tournant jugé activiste du PCI et déclarant prématurée l'existence du parti de classe, fonde le groupe Invariance tandis que Roger Dangeville lance la revue Le fil du temps sur une ligne politique léniniste plus orthodoxe. Le groupe Invariance qui commence à s'éloigner d'un strict bordiguisme connaît également le départ de certains militants qui donnent naissance en 1972 à Parti de Classe (devenu Le Programme de la Société Communiste puis Le Programme de la révolution Communiste en 1989), autant d'organes successifs du Groupe communiste mondial. En 1976, une nouvelle scission orthodoxe d'Invariance aboutit à la création du groupe Communisme ou Civilisation, qui se dissoudra au début des années 2000, jonglant entre déclarations anti-syndicales et flirts avec des syndicats. De même, la revue (Dis)continuité, qui est également une scission d'Invariance en 1998, remet en cause le marxisme, analysé comme tout mouvement révolutionnaire en tant que variante de la révolution capitaliste-communiste mondiale participant à la déconstruction du monde et de la nature pour imposer l'univers de la seule marchandise à une nouvelle humanité dénaturée et décérébrée.
Après une période faste pendant Mai 68 et dans les années 1970 où il constitue un pôle de regroupement de la Gauche communiste, le PCI explose en 1982, formellement à cause de divergences sur la question du nationalisme arabe, en réalité à cause de la distorsion criante entre son activisme débridé et centrifuge et le caractère toujours aussi amorphe du sujet porteur, à savoir la classe ouvrière. De cet événement sont issus plusieurs groupes comme les Cahiers du marxisme vivant dirigés par Suzanne Voute.
Il a existé en France jusqu’à quatre organisations s’intitulant simultanément Parti communiste international :
- la plus importante publie Programme communiste et Le prolétaire en France, Il comunista en Italie
- une autre publie Cahiers internationalistes et Il programma comunista en Italie
- une troisième  a publié La gauche communiste en France et publie toujours Il partito comunista en Italie (ce groupe a reçu l’appellation commune de « Florentins » du fait de leur implantation géographique)
- un dernier Pour la défense du programme communiste en France et Partito comunista internazionale Bolletino en Italie, aujourd'hui inactive.

On distingue généralement ces organisations strictement homonymes par le nom de leur publication.